# Хоби (река)
Хо́би (груз. ხობი) в верхнем течении — Хобисцка́ли (ხობისწყალი) — река в Грузии. Длина реки — 150 км, площадь бассейна — 1340 км².
Исток находится в южной части Эгрисского хребта; река течёт по Колхидской низменности и впадает в Чёрное море. На Хоби стоят города Хоби и Чхороцку, близ устья — село Кулеви.
Питание в основном дождевое. Средний расход воды (30 км от устья) — 44.2 м³/с, максимальный — 333 м³/с.
Главный приток — Чанисцкали (правый). Река Хоби используется для орошения.
В годы Великой Отечественной войны в устье реки Хоби была временная база части Черноморского флота.
В 2000—2005 годах в устье Хоби близ села Кулеви был построен нефтяной терминал для танкеров.